# Carl Gustaf Rehnskiöld

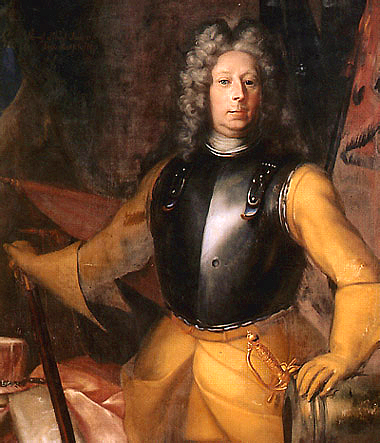
Carl Gustaf Rehnskiöld

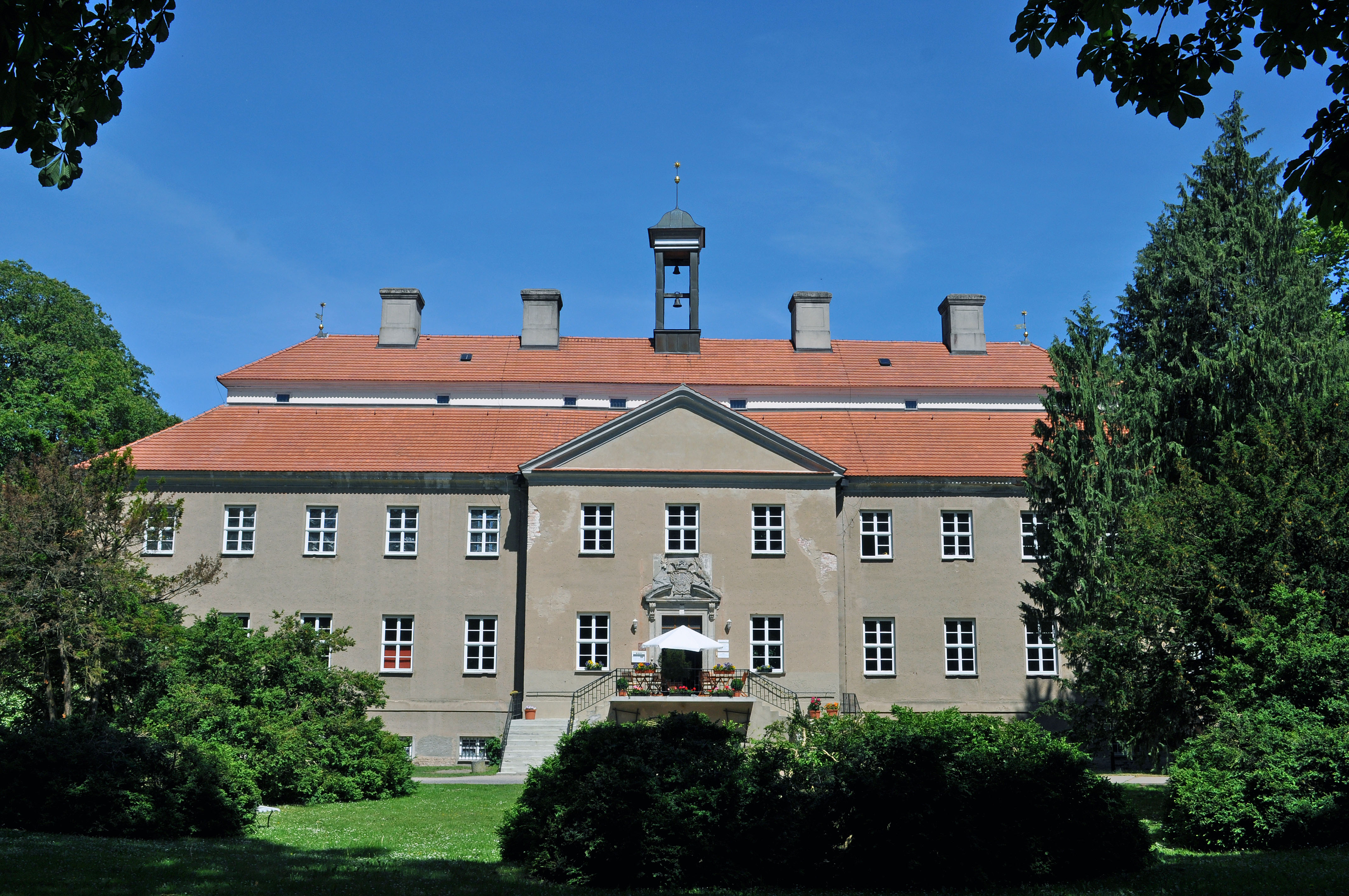
Schloss Griebenow, erbaut 1707–1709

Graf Carl Gustaf Rehnskiöld (* 6. August 1651 in Stralsund; † 29. Januar 1722 in Läggesta) war schwedischer Feldmarschall unter König Karl XII. von Schweden, und in dessen Jugend sein Lehrer. Nach der Krönung Karls XII. stieg er zum engsten militärischen Berater und höchsten Offizier auf. Wegen seiner Kongenialität mit dem König in militärischen Fragen wurden die beiden auch in Anspielung auf Alexander den Großen und seinen engsten Gefährten ehrenvoll Alexander des Nordens und sein Parmenion genannt.
Zunächst Gouverneur von Schonen (1698–1705), leitete er gemeinsam mit seinem König zu Beginn des Großen Nordischen Krieges die Belagerung Kopenhagens (1700), die Schlacht bei Narva (1700) und die Schlacht bei Klissow (1702). Alle drei Operationen gelten als klassische Beispiele großer Operationskunst und genialer strategischer wie taktischer Begabung der ausführenden Feldherren.
1702 erbte er – nach seinem 1677 gestorbenen älteren Bruder Axel Rehnskiöld und dessen 1702 gefallenem Sohn Franz Anton Rehnskiöld – das von seinem Vater, dem schwedisch-pommerschen Regierungsrat Gerdt Anton Rehnskiöld, erworbene Gut Griebenow. Hier errichtete er von 1707 bis 1709 im Barockstil das Schloss Griebenow mit seinem Gutspark.
In der Schlacht bei Fraustadt (1706) bewies er seine Führungskunst in einem selbständigen Kommando. Dafür wurde er zum Feldmarschall befördert und in den Grafenstand erhoben. Die für die Schweden unglückliche Schlacht bei Poltawa (1709) leitete er für seinen verwundeten König und geriet dabei in russische Gefangenschaft, in der er bis 1718 verblieb. Heimgekehrt, zog er sich ins Privatleben zurück.
Er gehörte zu den begabtesten und erfolgreichsten Generalen und Feldherren seiner Zeit. Durch die Niederlage bei Poltawa gilt er aber als Verursacher des schwedischen Niedergangs und Wegbereiter des russischen Aufstiegs.
Seine Ruhestätte fand er in der Gruft seines Großonkels Johan Adler Salvius. Sein Grundbesitz, unter anderem die ihm von den Agnaten vererbten Güter Griebenow mit dem von ihm erbauten Schloss, Creuzmannshagen und Willershusen, gingen auf seine mit ihm seit 1697 vermählte Gattin Barbara Elisabeth von Funk und deren zweiten Ehemann, den Grafen Erasmus von Küssow über, fielen aber, da beide Ehen kinderlos blieben, nach längeren Rechtsverhandlungen (1783) an die Keffenbrinck’sche Linie zurück.

## Vorfahren
Die Familie Rehnskiöld entstammt der Familie Keffenbrink. Der Ahnherr Gerhard Kevenbrink floh 1567 vor den Spaniern aus Rheine nach Pommern. Sein Sohn Hans der Sohn ging dann mit einem Grafen Löwenhaupt nach Schweden. Sein Sohn Gerdt Anton Rehnskiöld (* 1610; † 1658) war Feldkämmerer des Königs Gustav Adolph auf dessen Zug nach Deutschland. Dieser erhob ihn unter dem Namen Rehnskiöld in den schwedischen Adelsstand. Gerd war mit Brita Torscheskall verheiratet, einer Großnichte des Staatsmannes Adler Salvius. Aus dieser Ehe stammen:
- Johann, Minister unter Karl XI.
- Axel († 1677), schwedischer Oberst
- Carl Gustaf (1651–1722)